# Mosquée Mevalan de Rotterdam
La mosquée Mevalan est un édifice religieux destiné au culte musulman, situé à Rotterdam.

## Histoire
Elle est construite en 2001 pour la communauté musulmane turque néerlandaise, sur les plans de l'architecte Bert Toorman.

## Description
La mosquée a deux minarets de 42 mètres de hauteur, et sa coupole a un revêtement en cuivre. La salle de prière peut accueillir 1 400 personnes. Le bâtiment a été inauguré 6 octobre 2001 par le bourgmestre Ivo Opstelten. Elle est, à l'époque, la première mosquée de Rotterdam. 